# Glamour
Glamour — ежемесячный женский журнал, основанный в 1939 году в США и имеющий версии в разных странах.

## История
Первый номер вышел в США в 1939 году и изначально назывался «Glamour of Hollywood» (с англ. — «Голливудский гламур»). Прекратил выпуск в бумаге с 2019 года, но продолжает существовать в электронном виде.
В России первый выпуск «Glamour» вышел в сентябре 2004 года.
8 марта 2022 года, после вторжения России на Украину, издательский дом Condé Nast, выпускающий журналы Glamour, Vogue, GQ и Tatler, объявил о приостановки работы в России.
В 1998 году в Италии появился карманный формат журнала «Glamour».

## Описание
Издаётся в Великобритании, США, Франции, Италии, Германии, Испании, России, Греции, Голландии, Польше, Венгрии, Румынии и ЮАР. Также есть испаноязычная версия, которая издаётся для стран Латинской Америки.
Аудитория журнала — женщины 19—43 лет, средний возраст 33 года. В США количество читателей составаляет 2,4 миллиона человек. Мировая аудитория «Glamour» составляет 12 миллионов человек в месяц.
Британский «Glamour» ежегодно проводит «National Glamour Week».

## Женщина года
С 1990 года в США ежегодно проводится церемония награждения премии «Женщина года» по версии журнала Glamour. Позднее в церемонию награждения были включены дополнительные номинации. В России проводится с 2005 года.